# 巴林·车林多尔济
巴林·车林多尔济（1868年5月25日—1928年2月13日）一译策伦道尔吉。外蒙古政治人物，自1924年至1928年担任蒙古人民共和国第一任总理。

## 生平

### 早年生涯
1868年，车林多尔济出生于今肯特省的克鲁伦巴彦-乌兰（Kherlenbayan-Ulaan，为当地的也克沙毕，哲布尊丹巴呼图克图的私人属民）。除了蒙古语外，他还会说满语、汉语、俄语，于1885年至1911年担任库伦办事大臣衙门翻译，加四品衔。1911年，正值辛亥革命使清朝风雨飘摇之际，外蒙古宣布独立，建立了大蒙古国，第八世哲布尊丹巴呼图克图称汗。车林多尔济在大蒙古国外务部任司官，1913年被任命为外务部副大臣。1915年蒙历正月初七日，外务大臣杭达多尔济因私自饮酒而违反禁令，被博克多汗以毒酒赐死，车林多尔济继任外务大臣。

### 《中俄蒙协约》
1914年至1915年，车林多尔济随总理大臣那木囊蘇倫率领的外蒙古代表团参加了俄罗斯帝国、中华民国、外蒙古三方举行的为期8个月的会谈，以解决中俄边界及外蒙古政治地位等问题。最终，外蒙古希望获得国际承认其独立国家地位的想法破灭了，因为中俄双方达成了有关外蒙古在中国国内维持自治区域地位的共识，中国对外蒙古享有宗主权。

### 中国军队占领外蒙古
1919年底，徐树铮领导的中华民国军队占领京都库伦（今乌兰巴托），使北京恢复了对外蒙古的统治。徐树铮在外蒙古实行独裁统治，监禁了部分外蒙古的独立运动的领袖，如哈丹巴特尔·马克思尔扎布和芒来巴特尔·达木丁苏隆，并软禁了博克多汗。面对着中国流放博克多汗的威胁，外务大臣车林多尔济、内阁总理大臣貢齊格扎爾贊吉·巴德瑪多爾濟，以及博克多汗本人被迫签署了《六十四条》，“自愿”放弃蒙古的自治，承认中国的统治。虽然巴德瑪多爾濟的政治生涯和声誉均因此而在外蒙古受到无法弥补的损失，但车林多尔济则未受什么责备，尽管后来首位美国驻张家口领事塞缪尔·索克斌（Samuel Sokobin）在报告中称，车林多尔济鉴于谈判不能使外蒙古获得独立，故已经选择与中国和解。

### 从恩琴入蒙到蒙古革命
1920年底至1921年初，恩琴率俄国白军攻入外蒙古，使博克多汗重获自由，并重新建立了大蒙古国。恩琴被称为“疯狂男爵”，是一位追求荣耀且反布尔什维克的军事领导人，在俄国内战中被击溃后狼狈逃入蒙古。 1921年2月，他将中国人驱逐出京都库伦。车林多尔济在恩琴手下短暂存在的蒙古傀儡政府中任职。
1921年春，车林多尔济参加蒙古人民党。1921年7月，苏赫-巴托尔领导的蒙古游击队夺取了京都库伦，驱逐了恩琴的军队。同年7月11日，新的革命政府成立，苏赫-巴托尔担任军事部长，车林多尔济被任命为外交部副部长。

### 《俄蒙友好条约》

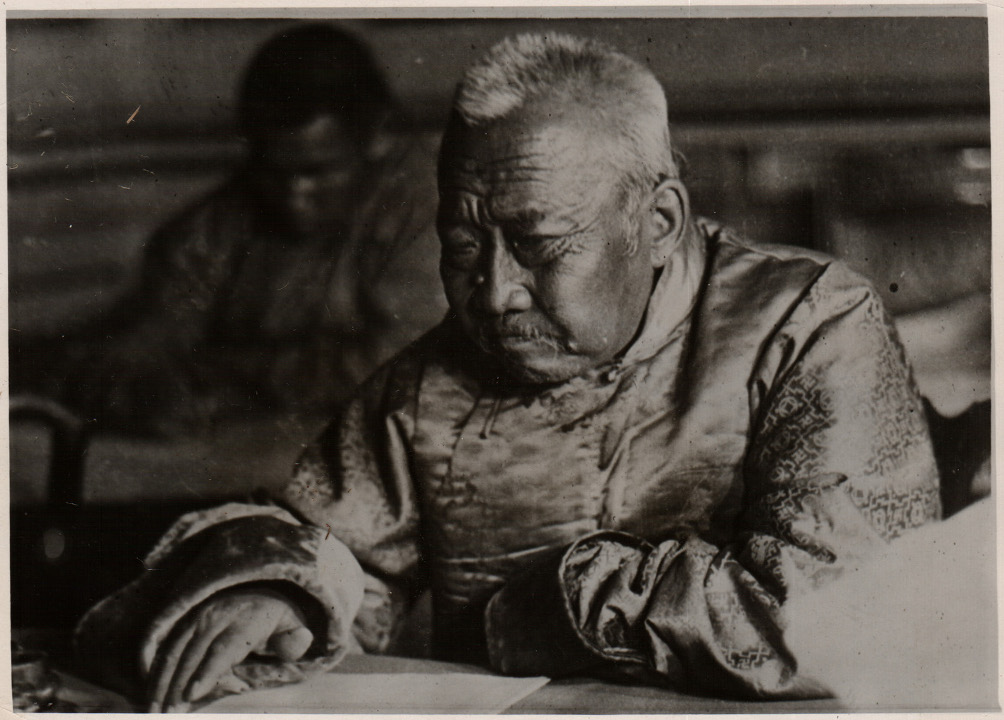
签订条约的车林多尔济

在新政府内，车林多尔济再次努力争取国际社会承认蒙古独立。苏维埃俄国在释放了有意摆脱俄罗斯帝国时期缔结的国际条约的信号后，邀请了包括苏赫-巴托尔和车林多尔济等人在内的蒙古高级官员赴俄国进行俄蒙友好会谈，这最终可能会推翻1915年的《中俄蒙协约》，给予蒙古完全独立国家的地位。1921年10月底，车林多尔济随代表团访问苏维埃俄国。同年11月5日，车林多尔济参与签订了《俄蒙友好条约》，当日还受到列宁接见。然而，在1921年11月5日于莫斯科签署的《俄蒙友好条约》中，苏维埃俄国承认蒙古人民政府是“唯一合法政府”，两国之间建立正式的外交关系，但是为避免引起同中国的不必要的对抗，俄国再次未明确承认蒙古脱离中国统治的独立地位。
尽管结果令人失望，但此时车林多尔济已作为蒙古最为务实、坚毅并广受尊敬的政府官员之一逐渐获得国际声誉。一位俄蒙友好会谈的俄方参与者说，“他是一位年长的蒙古官员……散文作家、诗人，会蒙古语和汉语。没有他，任何法律或外交文件的起草都无法进行。博克多汗不喜欢这位受过教育的俗人，甚至试图毒死他。”后来，1924年曾经访问蒙古的美国驻张家口领事塞缪尔·索克斌报告称，车林多尔济是“高度智慧，水平远超其同事们，对其他政府官员颇有影响力的人。”

### 出任总理

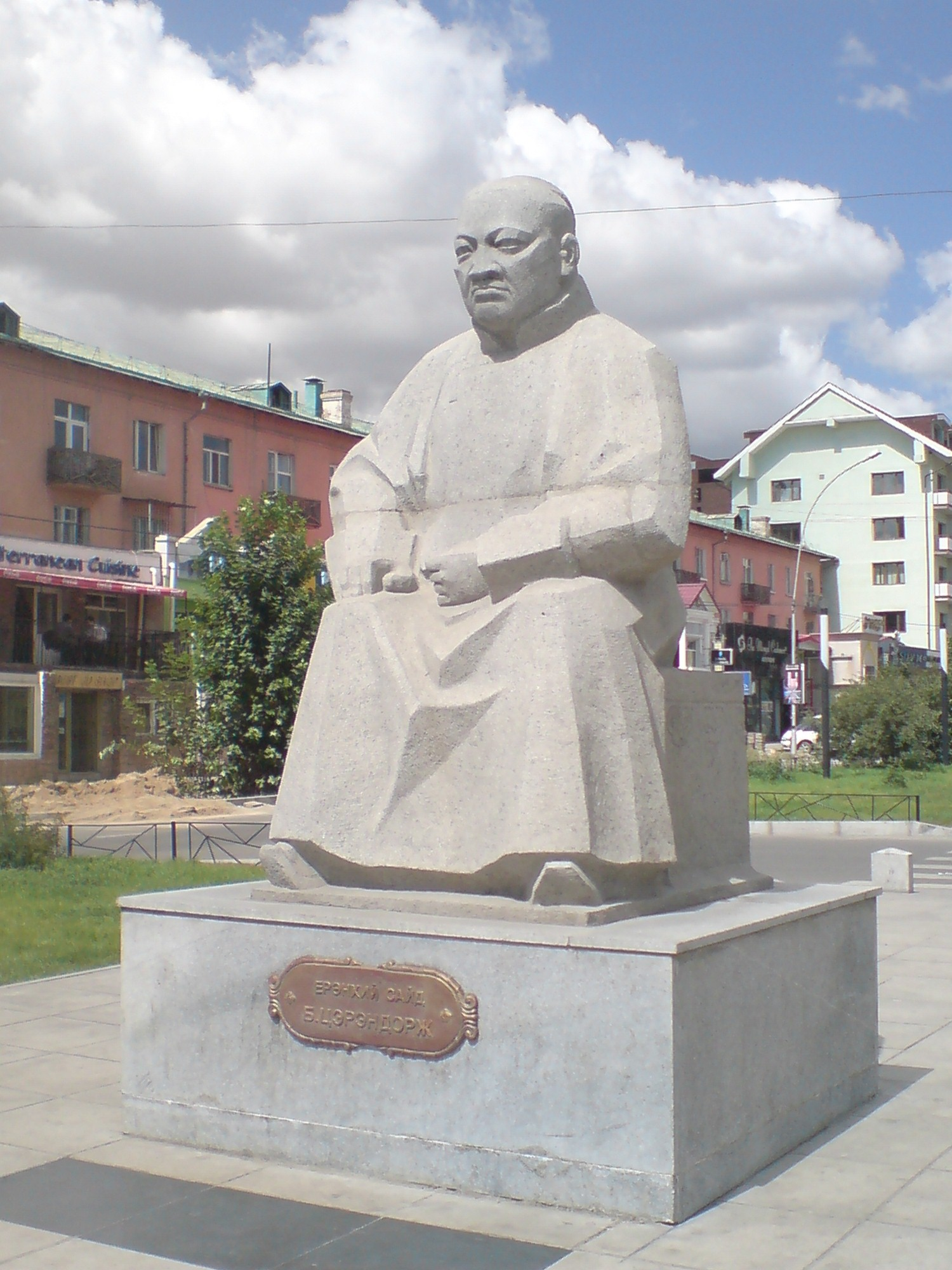
乌兰巴托的车林多尔济纪念碑

1922年8月，总理兼外交部长道格索姆·鲍道被逮捕后，车林多尔济继任外交部长，并任职至1923年。1923年9月18日，车林多尔济被任命为总理，接替刚刚逝世的索德诺木·达木丁巴扎尔。1923年2月，他入选蒙古人民党中央委员会主席团。
1924年10月，车林多尔济开始领导政府成立的宪法起草委员会。该委员会成立前，上一个宪法起草委员会“走了弯路”将欧洲和国际法概念引入宪法草案。在苏维埃的压力下，车林多尔济的宪法起草委员会在召开了第一次会议之后的一天时间内就完成了一部现成的并已预先经过核准的宪法。这部宪法成为蒙古人民共和国的正式宪法，并在1924年博克多汗逝世之后正式公布。
1924年11月，在第一届国家大呼拉尔上，车林多尔济当选为蒙古人民共和国首任总理。随后，他在1926年和1927年再次当选。 乔巴山则被任命为军队总司令。在1924年的第一届国家大呼拉尔上，车林多尔济注意到一位来自前杭爱的不起眼的代表博勒吉德·根登，并建议任命根登为国家小呼拉尔的领导人，在更加强大的蒙古人民革命党的同意之下负责日常事务。后来，根登曾在蒙古历史上的关键时期担任总理。

### 苏联控制的加强
在1921年蒙古革命及随后与苏维埃俄国签订友好条约后，苏维埃俄国（1922年12月30日成立苏联）军队驻扎在蒙古，并对蒙古政治管理及政治思想的发展有显著影响。 1926年至1928年，莫斯科收紧了对蒙古的控制权。莫斯科对车林多尔济施加压力，命他任命一些苏联人在其政府内担任高级职务，其中包括财政部长、经济委员会主席、蒙古建设及国内贸易组织的领导、军事委员会主席和国防部长。一位苏联人还担任秘密警察的领导，并配有6名苏联顾问。
为避免变成苏联的傀儡，车林多尔济继续落实各项有益于蒙古的政策，其中包括使蒙古的独立获得国际承认，这种承认不仅是苏联，而且来自其他国家。他也希望看到蒙古成为一个中立国家，类似亚洲的瑞士。向欧洲、日本和美国进行的宣传工作最终被莫斯科的以及共产国际在蒙古政府的代理者们所扼杀。后来，车林多尔济和他的盟友们受到蒙古人民革命党中亲苏联的成员的严厉批判，他们认为这种努力是反革命的，也是对蒙古和其主要恩人之间特殊关系的背叛。
车林多尔济拒绝了这样的批评，而全力抵抗苏联的重压之下在蒙古迅速废除私有财产，推行合作社、国有化工业，并放弃同藏传佛教进行任何进一步妥协。车林多尔济相信，这些政策几乎是1927年1月24日共产国际指示的翻版，违背了蒙古的游牧文化以及藏传佛教传统。共产国际的这一指示进一步建议，以更强硬、更年轻的蒙古人民革命党成员替换较老的政府官员。共产国际希望利用年轻的革命家，特别是蒙古革命青年联盟（Revsomol），以巩固其对蒙古的政治机构的控制，并且同时让党和政府的不同派别互相斗争。偏离共产国际的路线的党的政策的政治家遭到撤换，如策伦奥齐尔·丹巴道尔吉。

### 逝世
由于对共产国际的影响力越来越大较为反感，车林多尔济试图在1927年借口自己“年老多病”辞职。可是，无论是蒙古人民革命党中央委员会还是苏联都感到这位受人尊敬的总理是个非常有用的工具，并强迫他留在岗位上。车林多尔济的健康不断恶化，于1928年2月13日逝世。随后，阿南德·阿玛尔被任命为蒙古总理。